# Boris Vian
Boris Vian (Ville-d'Avray, Hauts-de-Seine, 10 de marzo de 1920 - París, 23 de junio de 1959) fue un polímata: novelista, dramaturgo, poeta, músico de jazz, ingeniero, periodista y traductor francés. Utilizó numerosos heterónimos, como Vernon Sullivan, Boriso Viana, o los anagramas Baron Visi, Brisavion, Navis Orbi o Bison Ravi, entre otros. Escribió teatro, letra y música de canciones, cuentos y novelas.

## Biografía

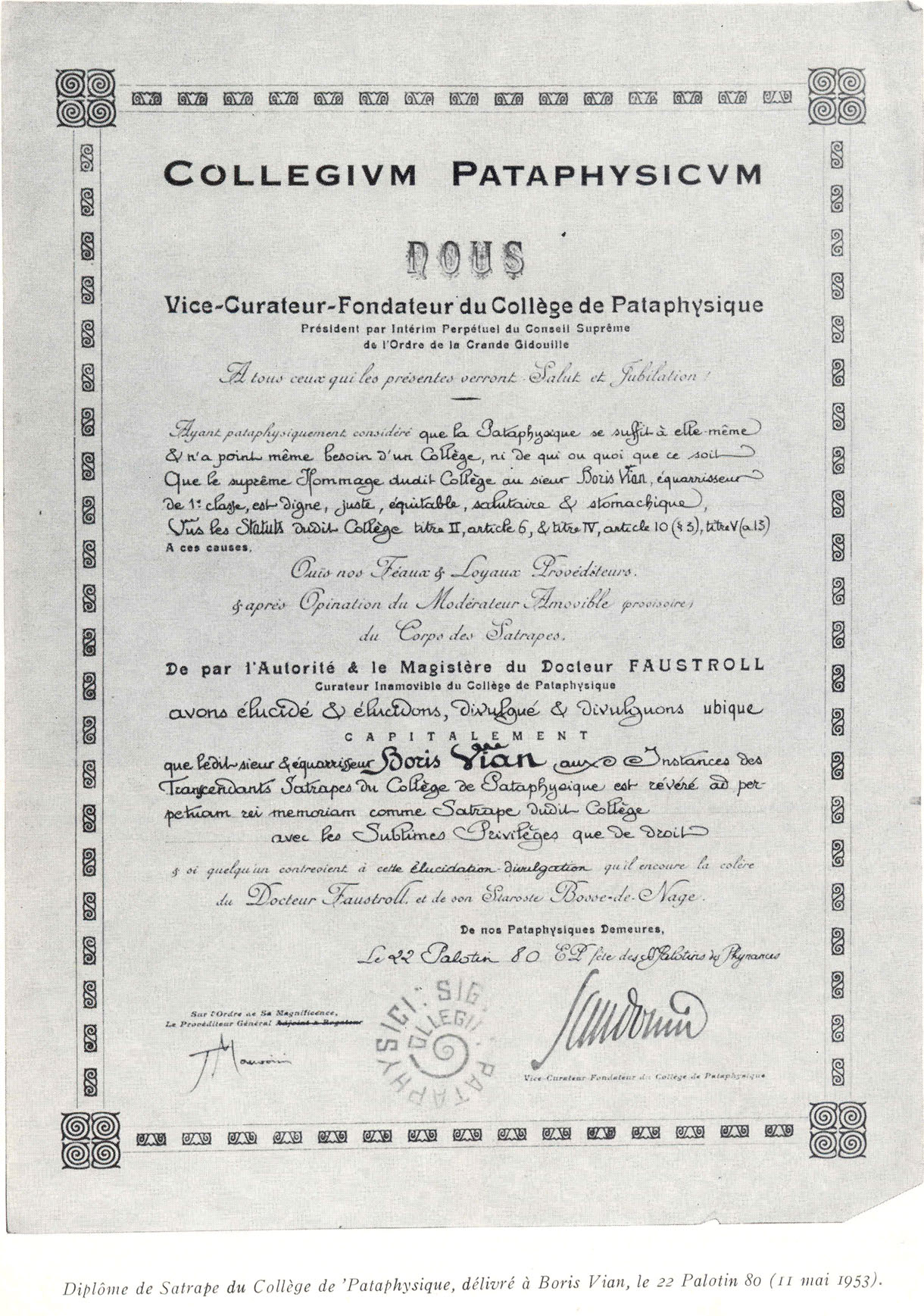
Título de Sátrapa Trascendente del Colegio de Patafísica, expedido a Boris Vian el 22 de Palotin de 80 (11 de mayo de 1953).

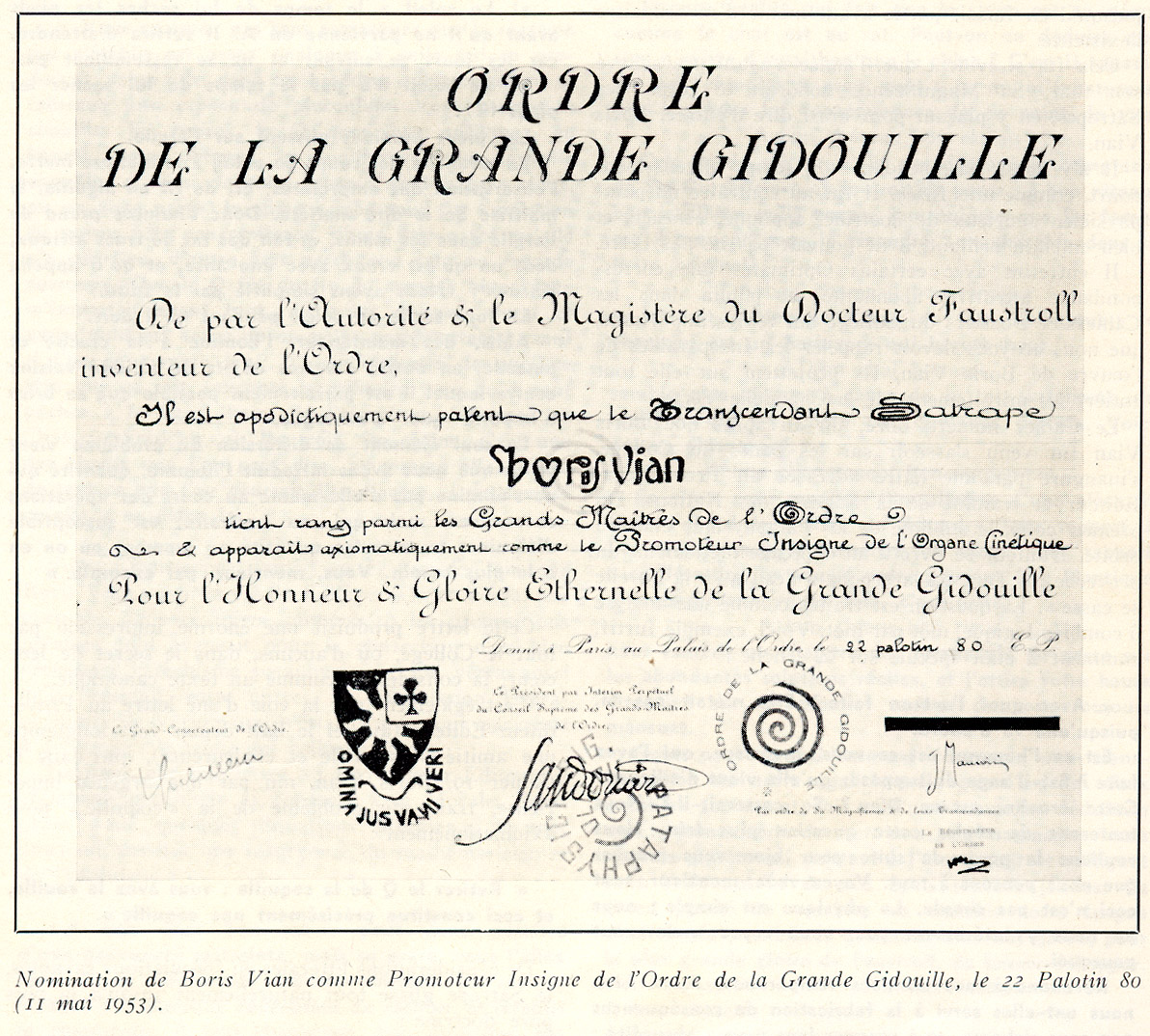
Título de Promotor Insigne de la Orden de la Gran Gidouille, expedido a Boris Vian el 22 de Palotin de 80 (11 de mayo de 1953).

Boris Vian nació en Ville-d'Avray, un municipio de las afueras de París, en el año 1920, en el seno de una familia de clase media. Sus padres eran Paul Vian, rentista, e Yvonne Ravenez, aficionada a la música: tocaba el piano y el arpa. En su entorno familiar, el arte era una cuestión importante, su madre era amante de la ópera; su padre era poeta aficionado, traductor de inglés y alemán, aparte de interesarse por la mecánica y la electricidad. 
El crack económico de 1929 provocó un empeoramiento de la situación financiera de la familia, lo que obligó a que su padre comenzara a trabajar por primera vez en su vida a los treinta y seis años, como representante comercial. También debieron trasladarse de casa, y entre 1929 y 1932 alquilaron su antigua residencia (casualmente, a la familia de Yehudi Menuhin). Poco después de cumplir los doce años, padeció un ataque de fiebre reumática y poco después fiebre tifoidea, que le provocaron una dolencia cardíaca que condicionó su salud durante toda su vida y provocó su muerte prematura. 
Fue un estudiante excepcional, aunque sus intereses más serios en esos momentos giraban en torno al jazz y las fiestas. A los veinte años,  participó en una orquesta amateur de jazz junto a sus hermanos, donde sobre todo interpretaban obras de autores estadounidenses. 
En 1941, se casó con Michelle Léglise (1920-2017), con quien tuvo dos hijos, Patrick Vian (1942- ) y Carole Vian (1948-1998).
Obtuvo el título de ingeniero en 1942, y un año después escribió sus primeras novelas: Trouble dans les Andains y Vercoquin y el plancton. En esta última se ven reflejadas sus actividades reales, como pueden ser su trabajo en la Asociación Francesa de Normalización y la organización de desmesuradas fiestas —las llamadas surprise parties—.
En los años siguientes, repartió su tiempo en diferentes actividades: además de novelas, comenzó a escribir cuentos, algunos publicados en Les Temps Modernes —invitado por Jean Paul Sartre—, donde también escribió crónicas y críticas de aspectos sociales. En el periódico Combat —dirigido por Albert Camus—, abordó la crítica de jazz. En 1946, publicó dos novelas: La espuma de los días y El otoño en Pekín. En la primera (L'écume des jours), manifiesta su gran dominio del lenguaje creando neologismos como "pianocktail", que inventó para describir un piano que, al interpretar una melodía, produce un cóctel donde el sabor recuerda las sensaciones experimentadas al escuchar la canción, planteando situaciones propias del surrealismo.[cita requerida]
También en 1946 publicó su primera novela, Escupiré sobre vuestra tumba (J'irai cracher sur vos tombes), con el heterónimo de Vernon Sullivan, supuesto escritor negro estadounidense, y su nombre real figuraba como traductor de la obra. Ésta y las siguientes, dentro del estilo de la novela negra, fueron censuradas por su contenido de violencia y sexo, con su consiguiente aumento en la notoriedad y ventas. Luego de años de juicios contra el supuesto autor y su editor, Boris Vian tuvo que reconocer su autoría, siendo condenado a 100 000 francos por «ultraje a las buenas costumbres». Mientras tanto había escrito otras tres novelas publicadas con dicho heterónimo, Todos los muertos tienen la misma piel (Les morts ont tous la même peau), Que se mueran los feos (Et on tuera tous les affreux) y Con las mujeres no hay manera (Elles se rendent pas compte). La crítica se sintió ofendida por esta impostura, y a partir de ese momento el autor recibió ataques constantes, no sólo contra sus novelas como Vernon Sullivan, sino también contra su obra ‘seria’.
Aparte de frecuentar a la intelectualidad existencialista de aquellos tiempos en el barrio de Saint-Germain-des-Prés, conoció a los grandes del jazz, como Duke Ellington, Miles Davis y Charlie Parker. 
Dejó finalmente su profesión de ingeniero y, paralelamente a sus principales actividades, se dedicó a traducir novelas negras (esta vez de autores reales) y a dar conferencias sobre temas diversos. 
En 1950, publicó La hierba roja, considerada una de sus obras más autobiográficas. 
Luego sobrevinieron varios fracasos literarios, sobre todo con la publicación de El Arrancacorazones. Vian decidió dejar de lado la narrativa y se dedicó a otras artes: compuso una ópera (El caballero de las nieves), y varias canciones, con las cuales llegó a grabar un disco y salir de gira. Una de sus canciones volvió a provocar el rechazo de la crítica y el público, “El desertor”, que incitaba a no cumplir con el servicio militar, en tiempos en que Francia tenía problemas con su ocupación argelina y otras incursiones militares.[cita requerida]
En 1952, se divorció y en 1954 se casó con Ursula Vian Kübler.
El 11 de mayo de 1953 (o 22 de Palotin de 80), el Colegio de Patafísica le nombró «Sátrapa Trascendente». Asimismo, adquirió en la misma fecha la condición de «Promotor Insigne» de la Orden de la Gran Gidouille.
En 1955, encara una nueva actividad: la empresa discográfica Philips le encomienda realizar un catálogo de jazz y tiempo después pasa a ser el director artístico de la compañía. Al año siguiente, actúa en varias películas, una de las cuales ganó la Palma de Oro en el Cannes, pero ese año también significó su recaída en los problemas de salud, esta vez con un edema pulmonar, que se volvería a repetir tiempo después.
Su salud se deterioraba cada vez más, lo que implicó que realizara varios retiros para mejorar su salud. A pesar de eso, no dejó de escribir canciones ni de participar en películas.
Boris Vian vendió los derechos de su novela Escupiré sobre vuestras tumbas para una adaptación cinematográfica. Aunque inicialmente estuvo encargado del guion, tras diversas peleas con la productora, el director y el guionista, Vian quedó fuera del proyecto y asistió de incógnito al preestreno de la película, en el cine Le Petit Marbeuf, cerca de los Campos Elíseos. Falleció de un infarto que sufrió durante la proyección de la película.
Años después de su muerte, obtuvo el merecido reconocimiento del público y de la crítica, y llegaron a venderse varios miles de ejemplares de sus obras.
Con objeto de mantener la memoria de su legado, su viuda creó en 1963 una asociación, Amis de Boris Vian, que en 1981 se transformó en la Fond'action Boris Vian.[cita requerida]

## Heterónimos
La lista completa de los heterónimos de Boris Vian es difícil de establecer. Algunos están contrastados y otros son supuestos. Marc Lapprand ha analizado veintisiete, pero hay otros muchos.
- Vernon Sullivan (literario) (1946-1948), el más conocido. En referencia a Paul Vernon, músico de la orquesta Abadie y a Michael Joseph 'Joe' O'Sullivan, pianista de jazz posicionado en contra el racismo y la discriminación. Así firma Escupiré sobre vuestra tumba (J'irai cracher sur vos tombes), Todos los muertos tienen la misma piel (Les morts ont tous la même peau), Que se mueran los feos (Et on tuera tous les affreux) y Con las mujeres no hay manera (Elles se rendent pas compte).
- Navis Orbi (anagrama, «Nave del Mundo», en latín)
- Baron Visi (anagrama)
- Bison Ravi (literario) (anagrama), «Bisonte Encantado», regalo de Jacques Prévert, para firmar el poema Référendum en forme de ballade publicado en la revista Jazz Hot, mar. 1944.
- Boriso Viana (jazz) heterónimo asociado a Lydio Sincrazi (ver abajo)
- Brisavion (anagrama)
- Bison Duravi (literario) derivado de los precedentes, en L'ékume des jhours, un poema inédito en catorce variantes.
- Andy Blackshick (jazz) (Festival de comedia en el teatro de Ranelagh)
- Grand capitaine (literario)
- Butagaz (jazz)
- Lydio Sincrazi en muchos textos de canciones en Pathé 45 EA 130 (45 r. p. m.), Fredo Minablo, un disco producido por Fontana, con texto de Lydio Sincrazi, y adaptación de Boriso Viana.
- Agénor Bouillon con Henri Salvador para grabación Barclay, n. 70246 (45 r. p. m.)
- Xavier Clarke (artículos de prensa) — en concreto para Jazz News y À la manière de, La guerre froide des deux hot s'attiédit à Saint-Germain.
- S. Culape (jazz) en Le Spectacle de K. Dunham.
- Aimé Damour en Nous avons été trompés ! le Manifeste du Cocu (Comité d'organisation des consommateurs et usagers).
- Charles de Casanove
- Amélie de Lambineuse en su carta Conseils à mes neveux firmada: Votre Grand-tante Amélie de Lambineuse pcc Boris Vian.
- Gédéon d'Éon (incierto)
- Michel Delaroche en > 100 articles de presse en Jazz News, nov. 1949, n. 8, De petites et de grandes nouvelles.
- Joëlle du Beausset (literario) para La Valse.
- Gérard Dunoyer (artículos de prensa) y para la publicación C'est gagné pour Zizi Jeanmaire.
- Jules Dupont (sociopolítico) en el escrito Traité de civisme, publicado póstumamente. Ancien combattant de réserve, officier d'académie, chef de services de la compagnie d'assurance La Cigogne parisienne.
- Fanaton en la carátula de un disco de M. Dupont, utilizando el anagrama del apellido del editor, Fontana. Unité, n. 460563 (45 r. p. m.)
- Hugo Hachebuisson, Hugo Hachebouisson[4] (artículos de prensa) en Les Pères d'Ubu-roi.
- Zéphirin Hanvélo (con Henri Salvador) Rapport du brigadier cycliste Zéphirin Hanvélo.
- Onuphre Hirondelle (con Henri Salvador)
- Odile Legrillon en Du nouveau dans les achats en viager.
- Otto Link (jazz) y para Silhouette du Hot-Club: Jean Berdin.
- Gédéon Mauve en Panégyrique du savant Cosinus.
- Eugène Minoux en la presentación de ciertos discos de Unité (45 r. p. m.), en particular de Michel Legrand.
- Gédéon Molle, Dr G. Molle, Professeur Gédéon Molle (jazz) (artículos de prensa), como Le jazz est dangereux.
- Jacques K. Netty en la presentación de textos de carátulas de discos como director artístico de los discos Fontana (33 r. p. m.), Unité, y Philips, n. 76.089, entre otros.
- Josèfe Pignerole, amateur de Jaze Bande (jazz) artículo sobre Boris Vian (textos editados por Claude Rameil) Écrits sur le Jazz y Lettre au père Noël.
- Adolphe Schmürz (artículos de prensa) y en Quand vos femmes se querellent.
- Vernon Sinclair en la escritura de piezas de rock paródico (con Henri Salvador y Michel Legrand)[5]
- Anna Tof, Anna Tof de Raspail (artículos de prensa) para la presentación de discos como Fontana, n. 460.574 (45 r. p. m.).
- Claude Varnier (artículos de prensa) y en Et dire qu'ils achètent des voitures neuves.
- Honoré Balzac [sin la partícula 'de'] (jazz)[6]

## Obras
- Firmadas como Boris Vian:
  - A tiro limpio (también traducida como "Jaleosas Andadas" y "Temblor en los Andes" en otras ediciones) (Trouble dans les Andains), 1943
  - Vercoquin y el pláncton (Vercoquin et le plancton), 1943
  - La espuma de los días (L'Écume des jours), 1946
  - El otoño en Pekín (L'Automne à Pékin), 1947
  - Las hormigas (Les Fourmis), 1949
  - La hierba roja (L'Herbe rouge), 1950
  - El arrancacorazones (L'Arrache-cœur), 1953
  - El Lobo-Hombre (Le Loup-garou), entre 1945 y 1952 (cuentos cortos)

- Firmadas como Vernon Sullivan:
  - Escupiré sobre vuestra tumba (J'irai cracher sur vos tombes), 1946
  - Todos los muertos tienen la misma piel (Les morts ont tous la même peau), 1947
  - Que se mueran los feos (Et on tuera tous les affreux), 1948
  - Con las mujeres no hay manera (Elles se rendent pas compte), 1948

- Obras de teatro:
  - La merienda de los generales (Le Goûter des généraux)
  - Descuartizamiento para todos (L'Équarrissage pour tous)
  - Los constructores del imperio (Les Bâtisseurs d'empire)
  - El último de los oficios (Le Dernier des métiers)

- Canciones:
  - Le Déserteur
  - La complainte du progrès (letra de Boris Vian, música de Alain Goraguer)
  - J'suis snob (letra de Boris Vian, música de Jimmy Walter)

La Cohéri Boris Vian (unión jurídica de todos los derechohabientes) ostenta el derecho patrimonial sobre toda la obra de Boris Vian, que será de dominio público a partir del año 2029.